# День військового журналіста України
День військового журналіста України, також День вшанування військового журналіста України — професійне свято військових журналістів України, що відзначається з 2018 року, коли Міністр оборони підписав відповідний наказ №63 від 14.02.2018 р. [Архівовано 15 лютого 2022 у Wayback Machine.]

## Історія
Військовим журналістам доводиться ризикувати життям та здоров'ям, аби здобути оперативну й правдиву новину, адже чимало матеріалів готується в умовах бойових дій.
Під час боїв на Дебальцевському плацдармі в січні-лютому 2015-го подвиг українського солдата трагічно й символічно переплівся із місією військового журналіста, також здатного на самопожертву.
16 лютого 2015 року неподалік міста Дебальцеве під час виконання бойового завдання загинув редактор редакції телебачення Телерадіостудії Міністерства оборони України «Бриз» капітан 3 рангу Дмитро Лабуткін. Він до останнього подиху продовжував вести зйомку подій, з честю виконавши як військовий, так і журналістський обов'язок.
Відповідно до Наказу Міністра оборони України № 63 від 14.02.2018 [Архівовано 15 лютого 2022 у Wayback Machine.] щорічно 16 лютого проводяться заходи з відзначення кращих військових журналістів, прес-офіцерів, офіцерів зі зв'язків з громадськістю. Також через те, що саме 16 лютого загинув Дмитро Лабуткін, це й день пам'яті, коли вшановують військових журналістів, які виконували завдання у зоні бойових дій.
Цього дня колеги вітають і цивільних журналістів, які вели репортажі з фронту, і згадують полеглих, які з початком збройної агресії РФ стали до лав українського війська аби зупинити окупанта. Окрім Дмитра Лабуткіна, ще четверо журналістів віддали життя на полі бою. У вересні 2014-го в Новоайдарському районі на Луганщині під вогнем «смерчів» загинув Олег Задоянчук (місце його роботи до війни — Укрінформ). У жовтні того ж року поліг на підступах до Щастя львівський журналіст Віктор Гурняк. У 25-й бригаді ДШВ служив Олександр Черніков з Дніпра, який загинув 22 січня 2015-го, обороняючи Донецький аеропорт, а 28 лютого 2015 року в селищі Піски неподалік Донецького аеропорту загинув під обстрілом окупантів фотокореспондент Сергій Ніколаєв.